# Quan hệ Pakistan – Tòa Thánh
Quan hệ Pakistan – Tòa Thánh là quan hệ đối ngoại giữa Pakistan và Tòa Thánh (Thành Vatican). Cả hai nước đều thiết lập quan hệ ngoại giao vào năm 1961. Tòa Thánh có một Tòa Sứ thần ở Islamabad. Đại sứ quán Pakistan ở Thụy Sĩ được công nhận là Đại sứ quán Pakistan tại Tòa Thánh.

## Chuyến thăm song phương
Các liên hệ ngoại giao của Tòa Thánh với Pakistan thông qua Ban thư ký của Nhà nước và Bộ Ngoại giao Pakistan. Các thực thể khác có lợi ích đặc biệt, ở bên cạnh Tòa Thánh, Hội Truyền giáo của nhân dân, giám sát tổ chức nội bộ của Giáo hội Công giáo ở Pakistan và mặt khác Bộ các vấn đề thiểu số, phía của chính phủ xem xét lợi ích của các Kitô hữu ở Pakistan.
Ngày 1 tháng 10 năm 2009, Asif Ali Zardari, Tổng thống Cộng hòa Hồi giáo Pakistan, gặp Giáo hoàng Biển Đức XVI tại dinh thự của ông ở Castelgandolfo và sau đó cũng đã gặp Ngoại trưởng - Hồng y Quốc vụ khanh Tarcisio Bertone và Tổng giám mục Dominique Mamberti, Tổng Thư ký của Tòa Thánh về Quan hệ với các Quốc gia. Những mối liên hệ trước đó ở mức tương tự bao gồm giữa Tổng thống Musharraf và Giáo hoàng Gioan Phaolô II vào ngày 30 tháng 9 năm 2004. Vào tháng 2 năm 1981, Giáo hoàng Gioan Phaolô II đã gặp Tổng thống Pakistan trong chuyến viếng thăm đất nước này. Bộ trưởng Bộ Ngoại giao Shahbaz Bhatti đã gặp Ngoại trưởng Vatican Dominique Mamberti tại Cung điện Tông Tòa vào tháng 9 năm 2010 sau trận lụt năm 2010 ở Pakistan. Chủ tịch Hội đồng Giáo hoàng về Đối thoại Liên tôn, Hồng y Jean-Louis Tauran đến thăm Pakistan vào tháng 11 năm 2010 và tổ chức các cuộc họp với Bộ trưởng Bộ Tôn giáo, Shahbaz Bhatti, và Chủ tịch Pakistan Asif Ali Zardari.